# Love & Death (Miniserie)
Love & Death ist eine im Jahr 2023 veröffentlichte US-amerikanische True-Crime-Miniserie.
Die Serie basiert auf einem Lebensausschnitt der Texanerin Candy Montgomery, als dieser zu Anfang der 1980er Jahre ein Mord an ihrer besten Freundin Betty Gore angelastet wurde. Als Vorlage dient der Serie außerdem das im Jahr 1984 veröffentlichte Sachbuch Evidence of Love: A True Story of Passion and Death in the Suburbs des US-amerikanischen Autors und Schauspielers Joe Bob Briggs.
Die Erstausstrahlung erfolgte durch HBO Max im April und Mai 2023.

## Produktion
Im Mai 2021 wurde die TV-Produktion mit anschließender Veröffentlichung auf HBO Max angekündigt.
Die Dreharbeiten begannen im September 2021 und endeten Anfang April 2022. Gedreht wurde in Texas (dort hauptsächlich in einem Studio in Kyle). Weitere Drehorte in Texas waren Austin, La Grange, Georgetown, Hutto, Seguin, Kerrville, Lockhart, Killeen, Smithville, San Marcos und Wylie.

## Kritiken
Auf Rotten Tomatoes hat Love & Death eine Zustimmungsrate von 62 %, basierend auf 44 Kritiken, mit einer durchschnittlichen Bewertung von 6,5/10. Der Konsens der Kritiker der Website lautet: „Eine großartige Elizabeth Olsen verleiht Love & Death etwas Leben, aber diese routinemäßige Nacherzählung eines grausigen Mordes unterscheidet sich kaum von anderen wahren Kriminalgeschichten.“ Metacritic vergab der Serie eine gewichtete durchschnittliche Punktzahl von 62 von 100, basierend auf 18 Kritikern, was auf „allgemein positive Rezensionen“ hinweist. Variety sagte, dass Love & Death „gut gemacht“, aber unoriginell sei, und zog Vergleiche mit Hulus 2022er Serie Candy zum gleichen Thema. Sie führen den wahren Kriminalitätsboom als Grund dafür an, dass die Serie „echte Menschen in übertriebene, wenn auch einfühlsam wiedergegebene Versionen ihrer selbst verwandelt“.

## Auszeichnungen
- Golden Globe Award
- 2024: Nominierung als Beste Hauptdarstellerin – Mini-Serie oder TV-Film (Elizabeth Olsen)
- Emmy
- 2023: Nominierung als Bester Nebendarsteller in einer Miniserie oder Fernsehfilm (Jesse Plemons)

## Episodenliste
| Nr. | Deutscher Titel      | Originaltitel  | Erstveröffentlichung auf HBO Max/Max | Deutschsprachige Erstveröffentlichung (D/A/CH) | Regie               | Drehbuch        |
| --- | -------------------- | -------------- | ------------------------------------ | ---------------------------------------------- | ------------------- | --------------- |
| 1   | Die Jägerin          | The Huntress   | 27. Apr. 2023                        | 24. Sep. 2023                                  | Lesli Linka Glatter | David E. Kelley |
| 2   | Begegnungen          | Encounters     | 27. Apr. 2023                        | 24. Sep. 2023                                  | Lesli Linka Glatter | David E. Kelley |
| 3   | Fehltritte           | Stepping Stone | 27. Apr. 2023                        | 24. Sep. 2023                                  | Lesli Linka Glatter | David E. Kelley |
| 4   | Nichts ist geschehen | Do No Devil    | 4. Mai 2023                          | 24. Sep. 2023                                  | Lesli Linka Glatter | David E. Kelley |
| 5   | Die Verhaftung       | The Arrest     | 11. Mai 2023                         | 24. Sep. 2023                                  | Clark Johnson       | David E. Kelley |
| 6   | Manege frei          | The Big Top    | 18. Mai 2023                         | 24. Sep. 2023                                  | Clark Johnson       | David E. Kelley |
| 7   | Schweig!             | Ssssshh        | 25. Mai 2023                         | 24. Sep. 2023                                  | Lesli Linka Glatter | David E. Kelley |

## Belege
1. ↑  Inside the grisly story of an axe killing that inspired new Hulu series. 13. April 2022, abgerufen am 25. April 2022 (englisch).
2. ↑  Love and Death - Episodenguide und News zur Serie. In: serienjunkies.de. Abgerufen am 13. März 2023.
3. ↑  Jim Atkinson, John Bloom Januar 1984 3: Love and Death in Silicon Prairie, Part I: Candy Montgomery’s Affair. 21. Januar 2013, abgerufen am 13. März 2023 (englisch).
4. ↑  Jim Atkinson, John Bloom Februar 1984 0: Love and Death in Silicon Prairie, Part II: The Killing of Betty Gore. 21. Januar 2013, abgerufen am 13. März 2023 (englisch).
5. ↑  Bruce Haring: HBO Max Limited Series ‘Love & Death’ With Elizabeth Olsen, Jesse Plemons Releases Teaser, Sets Debut Date. In: Deadline. 17. Februar 2023, abgerufen am 13. März 2023 (amerikanisches Englisch).
6. ↑  imfernsehen GmbH & Co KG: Love & Death: Episodenguide. Abgerufen am 26. Mai 2023.
7. ↑  Nellie Andreeva, Nellie Andreeva: Elizabeth Olsen To Star In ‘Love And Death’ HBO Max True Crime Limited Series From David E. Kelley, Nicole Kidman, Lesli Linka Glatter & Lionsgate TV. In: Deadline. 3. Mai 2021, abgerufen am 25. April 2022 (amerikanisches Englisch).
8. ↑  Love and Death HBO Max Filming Locations [Elizabeth Olsen, Krysten Ritter, Nicole Kidman]. 17. Dezember 2021, abgerufen am 25. April 2022 (amerikanisches Englisch).